# Платинажелезо
Платинажелезо — бинарное неорганическое соединение
платины и железа
с формулой PtFe,
кристаллы.

## Получение
- Сплавление стехиометрических количеств чистых веществ:

{\displaystyle {\mathsf {Pt+Fe\ {\xrightarrow {1300^{o}C}}\ FePt}}}

## Физические свойства
Платинажелезо образует кристаллы
тетрагональной сингонии,
пространственная группа P 4/mmm,
параметры ячейки a = 0,2719 нм, c = 0,3722 нм, Z = 1,
структура типа медьзолота AuCu
.
Соединение образуется при твёрдотельной реакции уторядочения при температуре ≈1300°С
и имеет широкую область гомогенности 35÷55 ат. % платины.